# 수동군
수동군(水洞郡)은 조선민주주의인민공화국 함경남도의 군이다.
고원 탄전·문천탄전이 있는 탄갱 지대로서 무연탄이 채굴된다.

## 지리
함경남도의 서남단에 위치한다. 동쪽은 고원군, 강원도 천내군, 북쪽은 요덕군, 금야군, 서쪽은 평안남도 신양군, 남쪽은 평안남도 양덕군과 접한다.

## 역사
예전에는 고원군의 일부였다.
- 1952년 12월 - 고원군으로부터 수동군이 분리되었다.
- 1974년 1월 - 고원군에 편입되었다.
- 1990년 12월 - 수동구가 되었다(6로동자구 14리).
- 2020년 9월 - 수동구가 수동군으로 승격되었다.
- 2023년 2월 - 고원군에 재편입되었다.

## 교통
- 평라선

## 행정 구역
6동 14리로 구성된다.
- 수동동 (水洞洞)
- 장동동 (長洞洞)
- 덕사동 (德寺洞)
- 운곡동 (雲谷洞)
- 팔흥동 (八興洞)
- 원거동 (院巨洞)
- 수산리 (秀山里)
- 천을리 (天乙里)
- 룡평리 (龍坪里)
- 운산리 (雲山里)
- 천성리 (泉城里)
- 장량리 (莊糧里)
- 성내리 (城內里)
- 축전리 (丑田里)
- 삼평리 (三坪里)
- 회평리 (檜坪里)
- 성남리 (城南里)
- 죽전리 (竹田里)
- 산곡리 (山谷里)
- 운흥리 (雲興里)

## 같이 보기
- 조선민주주의인민공화국의 지리
- 조선민주주의인민공화국의 행정 구역